# Seznam madžarskih kemikov
Seznam madžarskih kemikov.

## G
- Gróf András István (Andrew Grove) (1936 – 2016) (madž.-ameriški)
- Andreas Grüssner-Feigel (1910–1999) (madž.-švicarski)

## H
- George de Hevesy (1885 – 1966)

## I
- János Irinyi (1817 – 1895)

## K
- Katalin Karikó (1955 –) madžarsko-ameriška biokemičarka, nobelovka
- Mihály Kovács

## L
- Abel Lajtha (1922 –) (psihiater, bio-/nevrokemik)

## O
- George Olah (1927 – 2017) (madž.-ameriški)

## P
- John Charles Polanyi (* 1929) (madžarsko-britansko-kanadski)
- Michael Polanyi (1891 – 1976) (madžarsko-britanski)
- Ernő Pungor (1923 – 2007)

## S
- János Hugo Bruno "Hans" Selye (endokrinolog)
- Gabor A. Somorjai (1935 –)
- Albert Szent-Györgyi (1893 – 1986) (madž.-ameriški nobelovec)
- Brunó Ferenc Straub (1914 – 1996)

## T
- Károly Antal Than de Apát (Carl von Than) (1834 – 1908)

## W
- Lajos Winkler / Ludwig Wilhelm Winkler (1863 – 1939)